# Melbu
Melbu is een plaats in de Noorse gemeente Hadsel, provincie Nordland. Melbu telt 2097 inwoners (2007) en heeft een oppervlakte van 1,86 km². Het ligt op Hadseløya en is met een veerboot verbonden met Fiskebøl op Austvågøy.

## Kerk

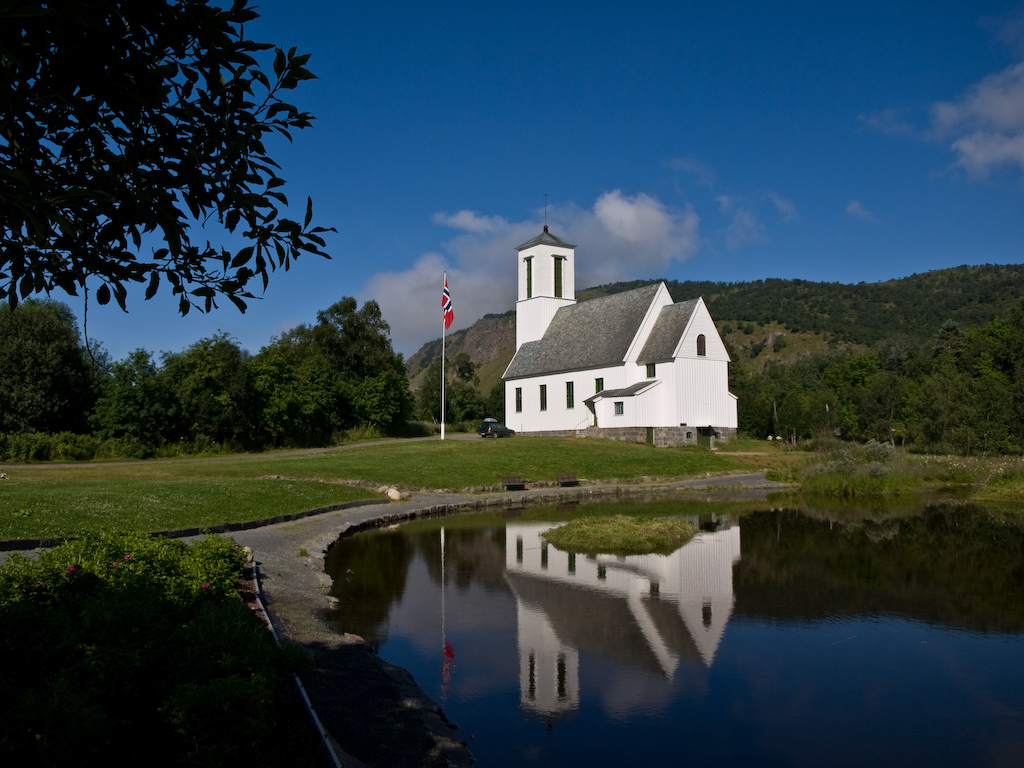

Melbu heeft een houten kerk uit 1938. Het gebouw, ontworpen door de architect Harald Sund, biedt plaats aan 250 mensen. Het is een beschermd monument.